# Ilka Piechowiak
Ilka Piechowiak ist eine ehemalige deutsche Handballspielerin.

## Werdegang
Piechowiak spielte ab dem neunten Lebensjahr Handball, zunächst bei der HG Norderstedt. Im Vorfeld des Spieljahres 1989/90 rückte Piechowiak im Alter von 18 Jahren aus der Jugend des TuS Alstertal ins Bundesliga-Aufgebot auf, nachdem den Hamburgerinnen in der Vorsaison der Sprung in die höchste deutsche Spielklasse gelungen war. Sie stieg mit Alstertal 1990 wieder aus der Bundesliga ab. Zwischenzeitlich legte sie einen Auslandsaufenthalt ein und kam 1992 zu TuS Alstertal in die 2. Bundesliga zurück.
Beruflich arbeitete sie in den Bereichen Vermarktung und Vertrieb, stieß in dem Geschäftsfeld in Führungspositionen vor und wurde später als Vortragsrednerin und Ausbilderin für Führungskräfte mit den Schwerpunktthemen Selbstbestimmtheit, Erfolgsstreben, Ergebnis- und Leistungsdruck tätig. 2019 veröffentlichte sie das Buch Jetzt bin ich mal dran: Wie ein selbstbestimmtes Leben gelingt.
Piechowiak ist eine Nichte des ehemaligen Fußballspielers Erwin Piechowiak.